# Em (butikskedja)
Em Home är en möbelbutikskedja med butiker i Sverige, tidigare även på Åland. Kedjan drivs som en sammanslutning av fristående butiker med gemensam inköps- och stödverksamhet, en så kallad "frivillig fackhandelskedja". Em har ägts av Electragruppen (sedermera Elon Group) 2018–2022, men ägs sedan december 2022 av Svenska hem.  
Sammanslutningen började ursprungligen enbart som gemensam inköpsverksamhet 1964, då under namnet Europamöbler.
Innan ägandebytet från Elon Group fanns ett trettiotal butiker i Sverige och dessutom en butik på Åland med fullt sortiment. I oktober 2018 öppnades dessutom en ren sängbutik under Em Homes flagg i Varberg under namnet Em Home beds. Efter sammanslagningen med Svenska hem har 9 butiker blivit kvar under kedjenamnet Em Home.